# Якшанга (приток Ветлуги)
Якшанга — река в России, протекает по Пыщугскому и Вохомскому районам Костромской области. Устье реки находится в 662 км от устья Ветлуги по левому берегу. Длина реки составляет 35 км, площадь водосборного бассейна — 380 км².

## Данные водного реестра
По данным государственного водного реестра России относится к Верхневолжскому бассейновому округу, водохозяйственный участок реки — Ветлуга от истока до города Ветлуга, речной подбассейн реки — Волга от впадения Оки до Куйбышевского водохранилища (без бассейна Суры). Речной бассейн реки — (Верхняя) Волга до Куйбышевского водохранилища (без бассейна Оки).
Код объекта в государственном водном реестре — 08010400112110000041431.

### Притоки
(указано расстояние от устья)
- 2,1 км: река Варваж (пр)
- 12 км: река Полдневка (пр)
- 19 км: река Хвощевка (пр)